# Hot (canção de Inna)
Hot é uma canção gravada pela artista romena Inna, de seu álbum homônimo de estreia, Hot. Foi lançado em 12 de novembro de 2008 por Roton Records como o primeiro single do álbum. Produzido e escrito por Sebastian Barac, Bolfea Radu e Botezan Marcel de Play & Win, "Hot" é uma música up tempo e eletro house com elementos de música trance. Liricamente, a canção conta a história de quão forte pode ser uma conexão entre dois amantes.
A canção foi bem recebida pela crítica contemporânea, com a crítica elogiando suas batidas, simplicidade e eficácia. "Hot" foi um sucesso comercial, atingindo uma parte superior do gráfico único na Espanha e nas paradas de dança na Hungria, no Reino Unido e nos Estados Unidos. Além disso, o single chegou ao top 10 na Bélgica, República Tcheca, França, Holanda e Romênia. A canção foi acompanhada por dois dos clubes europeus de temática com versões oficiais do  vídeo da música, sendo o primeiro lançado em 10 de novembro de 2008. Inna tem promovido a música em vários shows na Europa e também executou no Eska Music Awards de 2009, Legendario Ice Experience, Loop Live e no Sopot Hit Festival na Polônia.

## Performance ao vivo
Inna executou ao vivo o single "Hot" sobre datas de concertos, incluindo o Sopot Festival, onde ela foi nomeada a "Melhor Música Internacional". Nessa noite, ela foi a terceira. Ela também cantou a música em sua turnê promocional europeia e romena em 2009-2010. A grande performance da canção foi também a Starfloor 2010, onde interpretou "Hot" em um medley com "Amazing" e "Deja Vu".

## Videoclipe
"Hot" foi acompanhada por duas versões oficiais do vídeo: a primeira foi lançada em 10 de novembro de 2008. Inna tem promovido a música em vários shows por toda a Europa e também se apresentou com a música no Eska Music Awards de 2009 na Legendario Ice Experience, no Loop Live at Festival Sopot Hit e na Polônia.

## Faixas[1]
1. Hot (UK Radio Edit) (2:32)
2. Hot (Play & Win Radio Edit) (3:39)
3. Hot (Play & Win Radio Club Mix) (5:00 )
4. Hot (Cahill Radio Edit) (3:01)
5. Hot (Riffs & Rays Radio Edit) (2:59)
6. Hot (The Real Booty Babes Radio Edit) (2:50)

## Desempenho nas paradas
O single adquiriu sucesso na Espanha (onde também ganhou disco de platina), na Ucrânia e na Billboard Hot 100 Dance Airplay nos Estados Unidos, onde alcançou a primeira posição. Ele também foi um top ten - hit na Bélgica, Romênia, Hungria, República Checa, Rússia e Holanda. Na França recebeu certificado de ouro.
A música também está presente na coletânea Summer Eletrohits, em sua sétima edição.
| Parada (2008–2009)                     | Melhor posição |
| -------------------------------------- | -------------- |
| Belgium Singles Chart (Flandres)       | 6              |
| Belgium Singles Chart (Valônia)        | 6              |
| Czech Airplay Chart                    | 3              |
| Dutch Top 40                           | 2              |
| German Singles Chart                   | 80             |
| Hungarian Airplay Chart                | 3              |
| Hungarian Dance Top 40                 | 1              |
| Romanian Top 100                       | 5              |
| Russian Airplay Chart                  | 2              |
| Slovak Airplay Chart                   | 38             |
| Spanish Singles Chart                  | 1              |
| Turkey Top 20 Chart                    | 6              |
| Parada (2010)                          | Melhor posição |
| Canadian Hot 100                       | 97             |
| Danish Singles Chart                   | 13             |
| Eurochart Hot 100 Singles              | 10             |
| Finnish Singles Chart                  | 14             |
| French Singles Chart                   | 6              |
| French Digital Singles Chart           | 5              |
| French Airplay Chart                   | 1              |
| Irish Singles Chart                    | 39             |
| Norwegian Singles Chart                | 14             |
| Portuguese Singles Chart               | 5              |
| Swedish Singles Chart                  | 14             |
| Swiss Singles Chart                    | 17             |
| UK Singles Chart                       | 6              |
| UK Dance Chart                         | 1              |
| Ukrainian Airplay Chart                | 1              |
| U.S. Billboard Hot Dance Airplay Chart | 1              |